# Charles Edelstenne
Charles Edelstenne (n. 9 ianuarie 1938, Paris, Franța) este directorul general al Dassault Group. El a fost CEO al Dassault Aviation până la înlocuirea lui Éric Trappier în 2013 și este și președintele Dassault Systèmes.
Pregătire de contabil expert francez, s-a alăturat companiei Dassault Aviation, apoi l-a numit Avions Marcel Dassault-Breguet Aviation în 1960 ca director financiar (CFO). În 1975, a devenit secretar general al Dassault, apoi vicepreședinte în 1986. El l-a înlocuit pe Serge Dassault în funcția de CEO al Dassault în 2000.
Din 1993 până în 2002, a fost președinte și director general al Dassault Systèmes. De când a devenit director general al Dassault Aviation, a demisionat din funcția de CEO al Dassault Systèmes, dar rămâne președinte.
A fost președinte al GIFAS francez (Groupement des Industries Françaises Aéronautiques et Spatiales) din 2005 până în 2009, urmat de Jean-Paul Herteman.
El și familia sa dețin puțin peste 6 % din capitalul Dassault Systèmes.